# Círculo de Belgrado
El Círculo de Belgrado (Beogradski Krug) es una ONG independiente compuesta de intelectuales (filósofos, sociólogos, historiadores, etc.) defensores de los Derechos del Hombre, y opuestos al nacionalismo y a la política de Slobodan Milošević, fundada en 1991.
El círculo de Belgrado publicó la revista Republika, ha organizado coloquios, reuniones y actos públicos, y ha editado obras colectivas como La otra Serbia. Algunos de sus miembros han tenido que exiliarse y han obtenido asilo político en el extranjero.
- Datos: Q578854